# Patrik Hrehorčák
Patrik Hrehorčák (* 18. březen 1999, Poprad) je slovenský hokejový útočník a reprezentant. V současnosti hraje za extraligový klub HC Oceláři Třinec.

## Hráčská kariéra
- 2012–13 HK SKP Poprad U18
- 2013–14 HC Ocelari Třinec U16, HC Ocelari Třinec U18
- 2014–15 HC Ocelari Třinec U16, HC Ocelari Třinec U18
- 2015–16 HC Ocelari Třinec U18, HC Ocelari Třinec U20
- 2016–17 HC Ocelari Třinec U20
- 2017–18 Rouyn-Noranda Huskies QMJHL
- 2018–19 Rouyn-Noranda Huskies QMJHL
- 2019/2020 HC Oceláři Třinec (ELH), HC Frýdek-Místek (1. liga)
- 2020/2021 HC Oceláři Třinec (ELH)
- 2021/2022 HC Oceláři Třinec (ELH)
- 2022/2023 HC Oceláři Třinec (ELH)
- 2023/2024 HC Oceláři Třinec (ELH)
- 2024/2025 HC Oceláři Třinec (ELH)
- 2025/2026 HC Oceláři Třinec ELH

## Reprezentace
| Rok                            | Tým                            | Soutěž                         | Z | G | A | B | TM |
| ------------------------------ | ------------------------------ | ------------------------------ | - | - | - | - | -- |
| 2025                           | Slovensko                      | MS                             | 7 | 0 | 0 | 0 | 27 |
| Seniorská reprezentace celkově | Seniorská reprezentace celkově | Seniorská reprezentace celkově | 7 | 0 | 0 | 0 | 27 |